# Драган Барлов
Драган Барлов (серб. Драган Барлов; нар. 30 січня 1957, Крагуєваць) – сербський шахіст, гросмейстер від 1986 року.

## Шахова кар'єра
У другій половині 1980-х років належав до когорти провідних югославських шахістів. 1986 року виборов у Будві титул чемпіона країни, також виступив у складі національної збірної на шаховій олімпіаді в Дубаї (вдруге на олімпіаді, але в складі команди Югославії-B, зіграв 1990 року в Новому Саді). Також двічі (1982, 1989) виграв  бронзову медаль чемпіонату Югославії. 1989 року досягнув найбільшого командного успіху, вигравши в Хайфі титул віце-чемпіона Європи.
До найбільших його успіхів належить поділ 1-го місця (разом з Петаром Поповичем на зональному турнірі в Пуцарево в 1987 році. Таким чином здобув путівку на міжзональний турнір у Загребі, де посів 15-те місце.. Інші успіхи на міжнародній арені:
- 1975 – Галльсберг (поділив 1-ше місце разом з Євгеном Владіміровим),
- 1983 – Цюрих (поділив 1-ше місце разом з Жайме Суніє Нету, Штефаном Кіндерманном і Рікардо Кальво Мінгесом),
- 1985 – Сочі (поділив 2-ге місце позаду Євгена Свєшнікова, разом з Левом Псахісом),
- 1989 – Мендісіо (поділив 1-ше місце разом з Огнєном Цвітаном),
- 1990 – Нюрнберг (посів 1-ше місце), Біль (турнір B, поділив 2-ге місце позаду Кевіна Спраггетта, разом з Даніелем Кампорою і Майєю Чибурданідзе),
- 1991 – Каорле (поділив 1-ше місце разом з Слободаном Мартиновичем),
- 1992 – Меса (поділив 1-ше місце разом з Енрі Урдаєм Касересом),
- 1993 – Лас-Пальмас (турнір B, посів 1-ше місце),
- 1994 – Лас-Пальмас (турнір open, поділив 2-ге місце позаду Івана Моровіча Фернандеса, разом з Яном Роджерсом, Русланом Погорєловим, Ігорем Хенкіним і Девідом Гарсією Ілундайном),
- 1996 – Лас-Пальмас (турнір open, поділив 2-ге місце позаду Бориса Гулько, разом з Ентоні Майлсом, Феліксом Ісетою Чабаррі, Олегом Романишиним, Анатолієм Вайсером і Луїсом Галего),
- 2002 – Пойо (поділив 1-ше місце разом з Азером Мірзоєвим і Кімом Пілгардом), Падрон (поділив 2-ге місце позаду Олега Корнєєва, разом з Азером Мірзоєвим),
- 2008 – Лас-Пальмас (поділив 1-ше місце разом з Хосе Гарсією Падроном).

Найвищий рейтинг Ело в кар'єрі мав станом на 1 липня 1987 року, досягнувши 2555 очок ділив тоді 42-48-ме місце в світовому рейтинг-листі ФІДЕ, одночасно займаючи 4-те місце серед югославських шахістів..

## Зміни рейтингу
| На цьому місці має відображатися графік чи діаграма, однак з технічних причин його відображення наразі вимкнено. Будь ласка, не видаляйте код, який викликає це повідомлення. Розробники вже працюють для того, щоби відновити штатне функціонування цього графіка або діаграми. | |
| | На цьому місці має відображатися графік чи діаграма, однак з технічних причин його відображення наразі вимкнено. Будь ласка, не видаляйте код, який викликає це повідомлення. Розробники вже працюють для того, щоби відновити штатне функціонування цього графіка або діаграми. |